# Девід Холі
Девід Холі (нім. David Holy, нар. 12 липня 1979, Ашаффенбург, Німеччина) — німецький дизайнер, видавець, режисер радіоп'єс, автор, продюсер і підприємець.

## Біографія
Девід Холі вивчав бізнес-адміністрування та японістику в Університеті Франкфурта-на-Майні. Однак він кинув навчання через інтерес до комп'ютерної графіки та дизайну. Замість цього він пройшов стажування як медіа-дизайнер зображення та звуку на місцевій телевізійній станції. Тут він працював переважно в рекламному виробництві як 3D-дизайнер, а згодом як оператор поточних подій.
Після успішного завершення навчання заснував компанію «Holysoft Studios Ltd» та паралельно вивчав медіавиробництво у м. Дібург. Рекламне агентство працювало для багатьох регіональних клієнтів, середніх компаній та корпорацій. Працював у сфері IPTV. У 2008 році в журналі «Videoaktiv Digital» він був стилізований під амбітного конкурента великих телеканалів.
У 2009 році заснував видавництво «HK Media GmbH & Co KG». У 2010 році вийшла перша серія радіоп'єс, в тому числі «Останні ув'язнені» (Die Lasten Helden). Журнал Hörbücher назвав це «найбільшою постановкою радіоп'єси у світі» через велику кількість залучених акторів і актрис дубляжу, а також тривалий загальний хронометраж — понад шість годин на епізод. Також працює у сфері нерухомості. Наприкінці 2015 року відкрив свій особистий канал на YouTube, де багато його робіт доступні безкоштовно в рекламних цілях.